# Bruino
Bruino (piemontesisch Bruin) ist eine Gemeinde in der italienischen Metropolitanstadt Turin (TO), Region Piemont.

## Lage und Einwohner
Bruino liegt 24 km westlich von Turin. Der Ort liegt auf einer Höhe von 320 m über dem Meeresspiegel. Das Gemeindegebiet umfasst eine Fläche von 5,59 km² und hat 8429 Einwohner (Stand 31. Dezember 2023). Seit 1961 hat sich die Einwohnerzahl verneunfacht. Das hing damit zusammen, das die Gemeinde die zahlreichen internen Einwanderer aus Polesine, nach der Überschwemmung von 1951, aufnahm. Dazu kamen die Zuwanderer aus dem Süden, die Arbeit fanden in den Turiner Fabriken. Die Gemeinde besteht aus den Fraktionen (Frazioni) Villaggio Alba Serena, Marinella, La Quercia und Valverde. 
Die Nachbargemeinden sind Rivalta di Torino, Sangano und Piossasco. 